# Jiří Tuž
Jiří Tuž (Frýdlant, 23 novembre 2004) è un fondista ceco.

## Biografia
Jiří Tuž, attivo dal dicembre del 2019, ha esordito in Coppa del Mondo il 2 marzo 2024 a Lahti in una 30 km (47º) e ai Campionati mondiali a Trondheim 2025, dove si è classificato 29º nella sprint, 7º nella sprint a squadre e 11º nella staffetta; non ha preso parte a rassegne olimpiche.

## Palmarès

### Coppa del Mondo
- Miglior piazzamento in classifica generale: 159º nel 2024